# 텔콘RF제약
텔콘RF제약(영어: Telcon RF Pharmaceutical Inc.)은 대한민국의 제약 기업이다. RF 통신 부품과 완제의약품을 함께 영위하는 복합 사업 구조를 가지고 있다.

## 역사
- 1999년 1월 KMW에서 분사
- 2014년 11월 24일: 코스닥 시장 상장[5]
- 2016년 케이엠더블유가 텔콘을 매각
- 2018년 텔콘제약과 합병, 사명 변경
- 2019년 최대주주 변경
- 2024년 주식(액면) 병합 실시
- 2025년 주주배정 후 실권주 일반공모 유상증자(약 280억원) 및 무상증자(1주당 2.0주)을 할 예정[6]

## 같이 보기
- 뉴온